# Diocèse de Kenema
Le diocèse catholique romain de Kenema (latin : Kenemaën(sis)) est un diocèse de l'Église catholique de la province ecclésiastique de Freetown en Sierra Leone.
La région que comprend le diocèse est la frontière du district de Bo à l'ouest, la république du Libéria au sud-est, le district de Tonkolili et le district de Kono au nord, la république de Guinée à l'est.

## Historique
Il a été créé le 11 novembre 1970, son territoire étant séparé du diocèse de Freetown et Bo. La paroisse cathédrale du diocèse est la cathédrale Saint-Paul de Kenema.

## Évêques

### Ordinaries
- Évêques de Kenema (rite romain)
  - Joseph Henry Ganda (11 novembre 1970 - 4 septembre 1980), nommé archevêque de Freetown et Bo
  - John O’Riordan, CSSp., COR (4 juin 1984 – 26 avril 2002)
  - Patrick Daniel Koroma (26 avril 2002 - 14 décembre 2018)
  - Henry Aruna (26 janvier 2019 -)

### Évêque auxiliaire
- Henry Aruna (2015-2019), nommé évêque ici

### Autre prêtre de ce diocèse devenu évêque
- Edward Tamba Charles (de), nommé archevêque de Freetown et Bo en 2008[1]